# 斯塔尼斯劳·加斯陶顿
斯塔尼斯劳·加斯陶顿（義大利語：Stanislao Gastaldon，1861年4月8日—1939年3月6日）是一名意大利作曲家，主要写用于独唱和钢琴伴奏的沙龙歌曲。他还作有器乐、两部合唱与四部歌剧。他最出名的作品是1881年的《禁忌的歌》（義大利語：Musica Proibita）。加斯陶顿还为自己的一些歌写歌词，包括以化名Flick-Flock为《禁忌的歌》写词。他生于都灵，年少时在都灵和佛罗伦萨学习音乐。到了1990年，佛罗伦萨成为他主要的居所，他77岁时在那儿去世。在他晚年他还是一位音歌唱教师、音乐评论家和艺术商人。